# Tuvmåra
Tuvmåra (Asperula lilaciflora) är en måreväxt som beskrevs av Pierre Edmond Boissier. Tuvmåran ingår i släktet färgmåror, och familjen måreväxter.

## Underarter
Arten delas in i följande underarter:
- A. l. coa
- A. l. lilaciflora
- A. l. mutensis
- A. l. phrygia
- A. l. runemarkii